# 邁宰拉
35°05′39″N 7°34′49″E / 35.09417°N 7.58028°E
邁宰拉（阿拉伯语：‎），是阿爾及利亞的城鎮，位於該國東北部泰貝薩省，由奧格拉區負責管轄，面積430平方公里，2008年人口4,251，人口密度每平方公里10人。